# Wiesenau
Wiesenau (en bas sorabe : Łuka) est une commune allemande de l'arrondissement d'Oder-Spree, dans le Land du Brandebourg.

## Géographie
Le territoire communal se situe dans l'extrême nord de la région historique de Basse-Lusace ; à l'est, l'Oder marque la frontière avec la Pologne. La municipalité regroupe les quartiers de Kunitzer Loose et Krebsjauche.

## Histoire
Les premiers habitations datent de l'âge du bronze jusqu'à l'âge du fer. Plus tard, des peuples slaves (« Wendes ») s'installent sur la rive gauche et le lit majeur de l'Oder.
La première mention écrite du village de Krebisguche dans le nord de la marche de Lusace date de 1368. À partir de 1406, il faisait partie des domaines de l'abbaye de Neuzelle autour de la ville de Fürstenberg-sur-l'Oder. Vers 1430, on y construit un moulin.

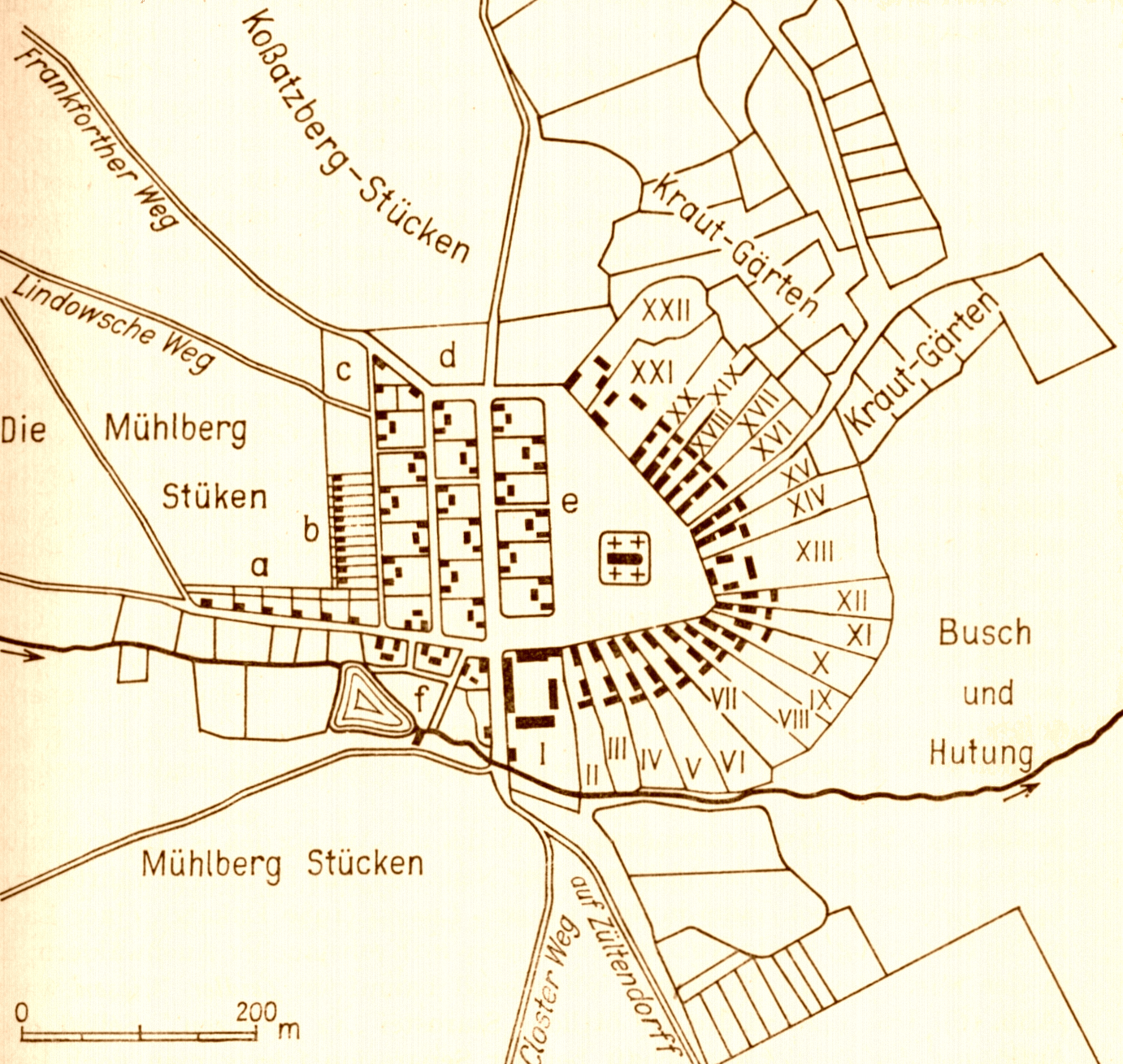
Cadastre de Krebsjauche, en 1760.

En 1758, un grand incendie détruit le village de Krebsjauche qui s'est développé autour de son église. Les cartographes Christoph Ludwig Grund et C. A. Bohrdt établissent un plan de reconstruction circulaire. Cette forme se maintient jusqu'en 1830, d'autres constructions au XVIIIe siècle se font le long de la route. Un nouveau grand incendie causé par la foudre a lieu en 1841. La commune est aussi reconstruite après les destructions de la Seconde Guerre mondiale.
Dès 1815, la commune est incorporée dans le district de Francfort, l'un des deux districts de la province prussienne de Brandebourg. De 1874 à 1877, une petite mine à ciel ouvert de lignite est en fonctionnement. Wiesenau est réputé dès le Moyen Âge pour son miel. De nombreux textes de cette période jusqu'au XIXe siècle régissent cette culture. En mai 1903, le chemin de fer parvient à Krebsjauche avec une gare de marchandises et de passagers. Un nouveau moulin est bâti, il est capable de produire de l'électricité. En juillet 1919, la commune de Krebsjauche est renommée Wiesenau.
Le 5 mars 1933, des hommes de la SA abattent Bernhard Krause, un communiste, dans un restaurant de la commune.
La localité de Kunitzer Loose, auparavant une quartie de Kunitz à l'est de l'Oder, fut rattachée en 1945.
L'église évangélique est reconstruite en 1953. Dans le cimetière, une stèle commémore l'inondation de l'Oder en 1997.

## Économie et infrastructures
En 1953, une coopérative agricole se crée. Elle se spécialise dans le lait. Celle-ci a toujours fait le choix de l'innovation, elle a ainsi ouvert un centre de méthanisation et une centrale solaire photovoltaïque.
La ligne ferroviaire de Berlin à Wrocław passe sur le territoire de la commune. Le Regionalbahn RE 11 relie la commune à un quart d'heure de Francfort-sur-l'Oder et une heure de Cottbus. Wiesenau est relié à la Bundesautobahn 12 par la Bundesstraße 112. Une ligne de bus va de Francfort à Eisenhüttenstadt.
La commune se situe entre l'Oder, le Friedrich-Wilhelm-Kanal et le canal Oder-Spree. Les lacs Katjasee, Helenesee (de) et Pohlitzer See sont à proximité. Tout ceci a permis le développement d'une activité nautique.